# Квінт Фабій Катуллін
Квінт Фабій Катуллін (лат. Quintus Fabius Catullinus; II століття) — політичний та військовий діяч Римської імперії, консул 130 року.

## Біографічні відомості
Про нього збереглося мало відомостей. Найімовірніше походив з іспанської гілки патриціанського роду Фабіїв. У 128 році Квінт Фабій Катуллін займав посаду легата III легіону Августа, тоді ж заслужив похвалу від імператора Адріана, який відзначив якість тренувань римських легіонерів та їхній вишкіл. У 130 році Квінта Фабія Катулліна було обрано консулом разом з Марком Флавієм Апром. Про подальшу долю відомостей немає.
Втім згадується в праці імператора-філософа Марка Аврелія в праці «Роздуми» («До самого себе»), де подається разом з іншими як прикладав вірності стоїцизму, невибагливості, прихильності давньоримським звичаям (життя у власному маєтку).